# Эвермунд

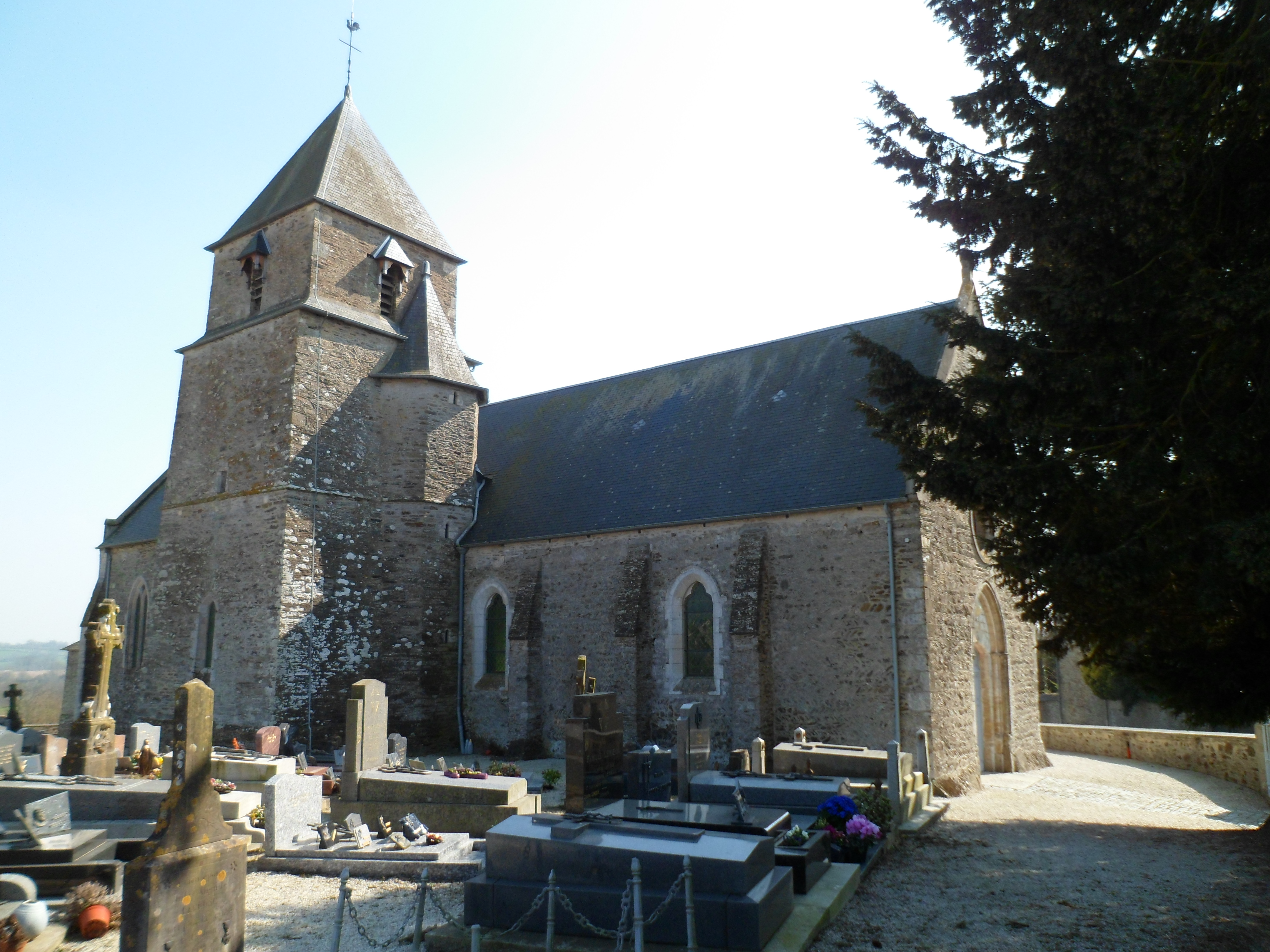
Храм св.Эбремонда в Сан-Эбремонд-де-Бонфоссе

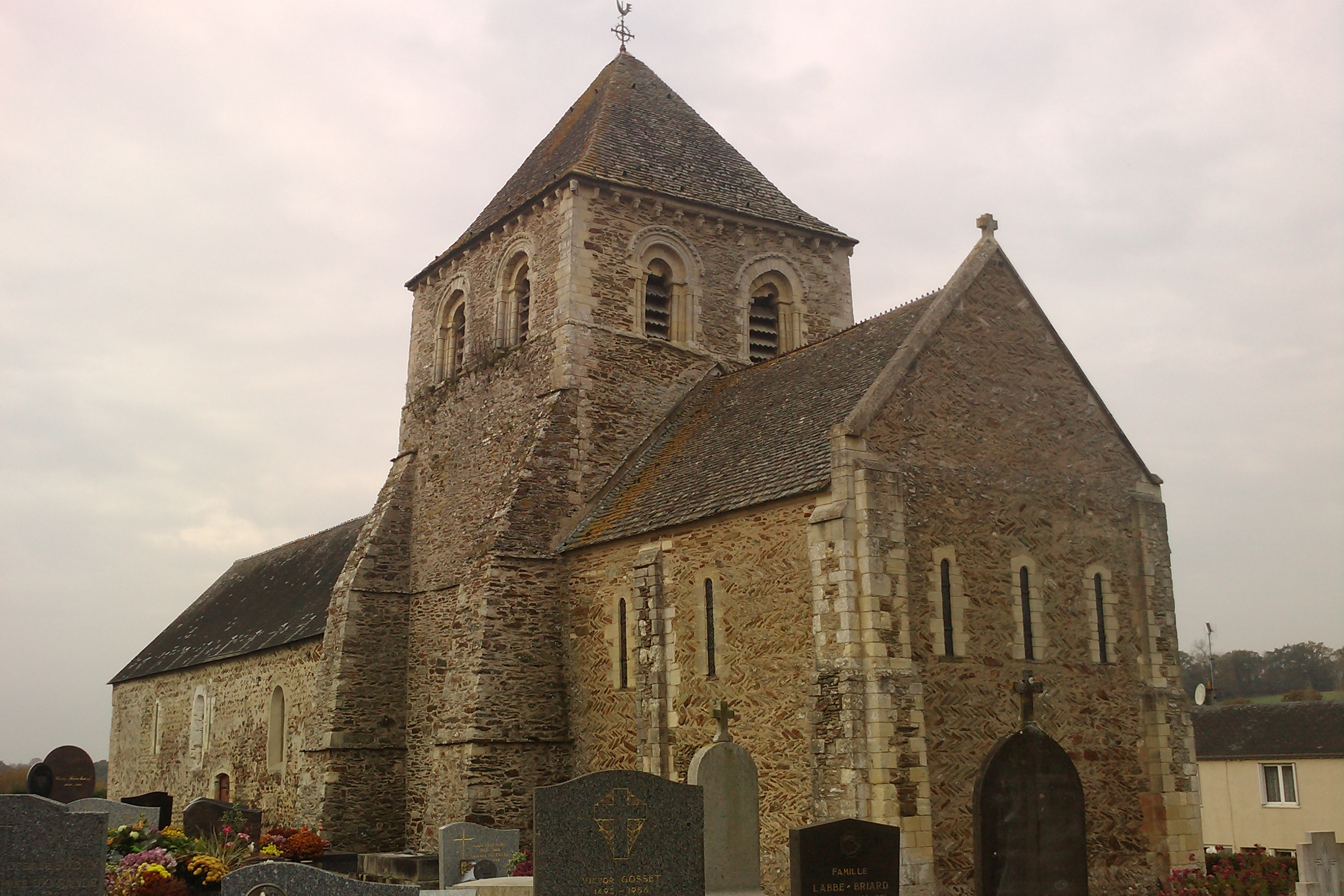
Храм св.Эбремонда в Ля Барр-де-Семилли

Эвермунд (умер в 720 году) — святой игумен Фонтенэ-Лувэ. День памяти — 10 июня.
Святой Эвермунд (Evermund), иначе Эбремунд (Ebremundus, Ébremond), родился в Байё (Bayeux). Он был придворным. Он и его жена уговорились жить раздельно и обратиться к монашеской жизни. Им был основан монастырь в Фонтенэ-Лувэ (Fontenay-Louvet, Fontenai-les-Louvets), Епархия Се (Seez), Франция.
Известен ряд коммун, населённых пунктов и  храмов, носящих имя святого Эбремонда:
- Saint-Ébremond-de-Bonfossé
- Saint-Ébremond-sur-Lozon